# 泰拉马拉文化
泰拉马拉文化是意大利青铜时代中晚期文化，年代约在公元前1700~1100年，分布在意大利北部的波河流域。泰拉马拉（Terremare）在意大利语中为“黑土”、“泥灰土”之意。遗址在1860-1910年间被发掘。
泰拉马拉以农耕为主，狩猎为辅，流行火葬，制造的陶器多为黑色、灰色。